# Народни музеј Панчево
Народни музеј Панчево је музеј комплексног типа са одељењима за археологију, историју, етнологију, историју уметности, фотографском и препараторском лабораторијом. Спада међу најстарије установе ове врсте у земљи. Основао га је 1923. у Панчеву доктор Бранислав Јанкулов, из приватних збирки. Налази се у самом центру града, на Тргу краља Петра Првог. Смештен је 1965. у зграду бившег Магистрата, подигнуту 1833-1838. године у стилу неокласицизма.
Највеће вредности које се чувају у музеју су слика Паје Јовановића „Сеоба Срба", збирка слика Уроша Предића, застава Српског Војводства из 1848. године, керамички предмети стари 7.000 година из периода Старчевачке културе, "Оковано стабло" и уникатна веш-машина из XIX века. Археолошка збирка садржи предмете из периода од млађег каменог доба до позног средњег века и времена турске доминације XVI-XVII века. Експонати из историјске и етнолошке поставка потичу из периода XVIII-XX века.
У поставци Одељења за историју уметности изложена су уметничка дела из XIX i XX века као и комади намештаја и предмети бидермајер стила.

## Историја
Зграда у којој је данас смештен Народни музеј Панчево саграђена је у периоду између 1833-1838. године, за време Хабзбуршке монархије, када је Панчево, поред Темишвара, било значајно упориште банатске војне границе чија је улога била одбрана од Османског царства. Пре него што је подигнута Зграда Магистрата, градска кућа се се налазила у Кући породице Врета, на главном тргу, тј. на истом месту где је данашња зграда Музеја. Ова и још три суседне куће су откупљене и начињен је пројекат који је израдио граничарски грађевински директор мајор Хајман. Камен темељац је постављен 15. септембра 1833, а изградња је трајала пет година. Према подацима из Завода за заштиту споменика културе у Панчеву, до 1965. године у овој згради налазила се општинска управа, укључујући и затворске просторије које је и данас могуће посетити, а по пресељењу општине у Магистрату су до 1982. били градски музеј, библиотека и архив. Након 1982. у Згради Магистрата остаје само Народни музеј Панчево. Свечана сала се раније звала и сенатска сала, а у неким документима спомиње се и магистратска дворана. У њој су се одржавали званични састанци и доносиле су се важне одлуке градске управе, вршио се избор одборника и народних представника. Након Другог светског рата свечана сала је више пута кречена, чиме је умањена естетска и историјска вредност једне од најрепрезентативнијих просторија у граду. Републички завод за заштиту споменика културе 2005. године испод кречених слојева открио је декоративно зидно сликарство. Следећи мисију Народног музеја Панчево да чува и излаже баштину, убрзо започињу радови на враћању првобитног изгледа Свечане сале. Прва фаза радова обухватила је рестаурацију таванице од новембра 2014. до фебруара 2015. године, коју су подржали Министарство културе и информисања Републике Србије и Град Панчево. У другој фази радова сала је реконструисана, са циљем да се омогући одржавање важних пријема, балова и потписивање значајних докумената.

## Награда
Поводом обележавања 160 година од рођења Михајла Пупина у Идвору, у родном месту научника одржана је 2014. церемонија на којој су додељене многобројне награде фондације „Младен Селак", међу којима је и Пупинова медаља чији је добитник Народни музеј Панчево. Крајем јануара исте године одржана је изложба „Михајло Идворски – стваралачка координација" у Народном музеју Панчево. Током трајања изложбе организоване су и трибине, дечје радионице и пројекција филмова о Михајлу Пупину.

## Занимљивости
Приликом отварања изложбе посвећене Проти Васе Живковића 7. новембра 2019. године посетиоцима је представљена реконструкција Кључа града, који се у музеју налази 90 година.
Народни музеј Панчево издаје часопис „Гласник музеја Баната".